# 鰲鼓農場

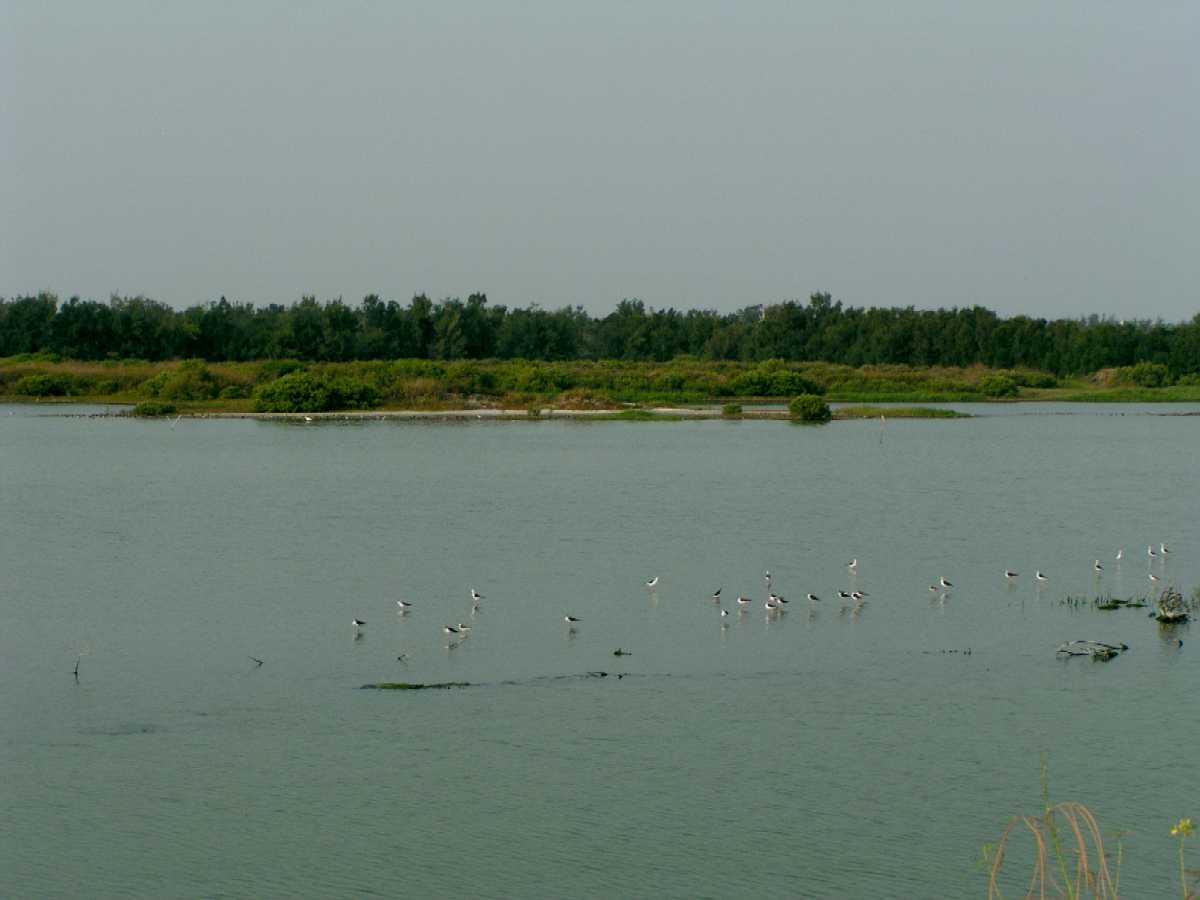
鰲鼓農場

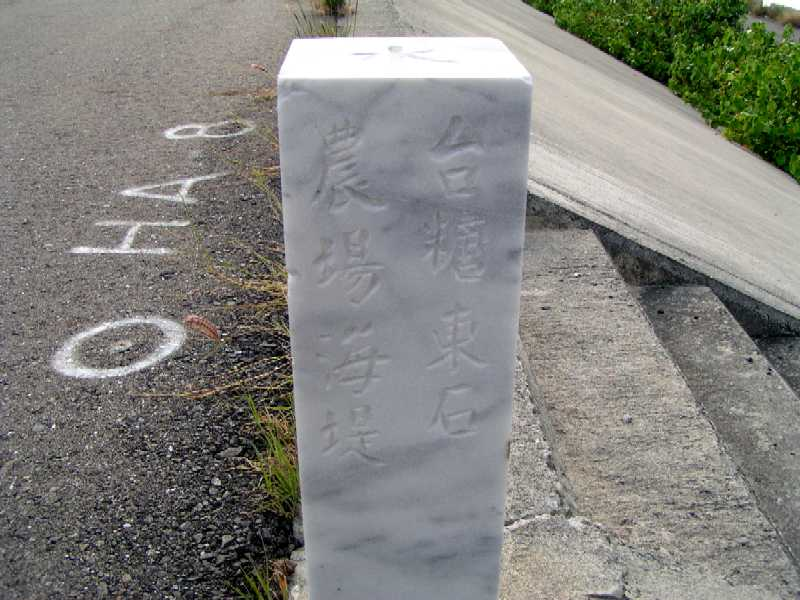
東石農場

鰲鼓農場位於嘉義縣東石鄉鰲鼓村。

## 沿革
嘉義海埔地墾殖處，於1962年9月1日成立，於1966年7月1日移交台灣省政府，後改隸屬於台灣糖業公司嘉義總廠，更名為海埔地墾殖農場。海埔地墾殖農場於1972年自嘉義總廠劃出，另行設立嘉義海埔地墾殖處，直隸台灣糖業公司總公司。嘉義海埔地墾殖處，於1978年2月開始養牛業務。嘉義海埔地墾殖處於1984年4月業務歸併蒜頭糖廠，原有鰲鼓農場、東石農場與溪子下農場等三農場合併成立蒜頭糖廠農場二課。

## 現況
蒜頭糖廠於2002年7月1日停閉後，鰲鼓農場改隸台灣糖業公司嘉義區處管轄。鰲鼓農場部份地區因地層下陷，形成特殊的生態環境與鳥類棲息地，成為鰲鼓濕地。2010年，行政院農業委員會林務局利用台灣糖業公司所屬鰲鼓農場及東石農場、溪子下農場共計1470公頃之土地，結合濕地與平地造林區域，設立為鰲鼓濕地森林園區，並於2012年11月24日開園。

## 外部連結
- 台糖全球中文入口網 （页面存档备份，存于）